# Ден Райс (військовослужбовець)
Данієл Райс (англ. Daniel Rice) — американський військовослужбовець армії США, підприємець, доктор наук з лідерства (2022). Президент Американського університету в Києві (від 16 березня 2023), спеціальний радник Головнокомандувача Збройних сил України Валерія Залужного (від квітня 2022).

## Життєпис
У 1988 році закінчив Військову академію США у Вест-Пойнті. Здобув ступінь магістра бізнес адміністрування у Вищій школі бізнесу Келлогга (2000), ступінь магістра маркетингу в Школі журналістики «Меділл» Північно-Західного університету (2018); ступінь магістра в галузі освіти Вищої школи освіти (2020), ступінь доктора наук з лідерства (2022) в Пенсільванському університеті.
Проходив військову службу в армії США офіцером піхоти в Іраку та Афганістані.
У 2010 році став співзасновником Thayer Leadership у Вест-Пойнті.
У 2013 році опублікував у співавторстві свою першу книгу «Лідерство Вест-Пойнта: Профілі мужності» (англ. West Point Leadership: Profiles of Courage), яка отримала три літературні нагороди від Асоціації незалежних книговидавців та Військового товариства письменників США.
Від квітня 2022 — спеціальний радник Головнокомандувача Збройних сил України Валерія Залужного.
Від 16 березня 2023 — президент Американського університету в Києві.
Виступає в ефірах CNN та FOX, на яких розповідає про повномасштабне російське вторгнення в Україну. Публікується в Small Wars Journal і Newsmax.

## Нагороди
- Пурпурове серце[2][3];
- значки парашутиста США та рейнджера[3].